# Galles-Nouvelle-Zélande en rugby à XV
Cet article retrace les confrontations entre l'équipe du pays de Galles et l'équipe de Nouvelle-Zélande en rugby à XV.
Les deux équipes se sont affrontées à trente-sept reprises dont quatre fois en Coupe du monde. Les Néo-Zélandais l'ont emporté trente-quatre fois contre trois fois pour les Gallois.

## Historique
Lors de la tournée des All Blacks en 1905, l'Europe découvre une nation majeure du rugby : la Nouvelle-Zélande emporte 34 de ses 35 matchs et perd son unique match contre le pays de Galles sur le score de 3 à 0. De fait le pays de Galles est la première nation a battre la Nouvelle-Zélande en rugby à XV.
Les affrontements entre les deux équipes sont très espacés jusqu'en 1963 puis un peu plus réguliers jusqu'en 1987. L'avènement de la Coupe du monde rend fréquent les confrontations entre l'hémisphère Nord et Sud, notamment les rendez-vous de juin ou de novembre dans le cadre des tournées.

## Confrontations
| No | Date              | Lieu                                             | Match                     | Score   | Compétition                    |
| -- | ----------------- | ------------------------------------------------ | ------------------------- | ------- | ------------------------------ |
| 1  | 16 décembre 1905  | Arms Park, Cardiff — Pays de Galles              | Galles – Nouvelle-Zélande | 3 – 0   | Test match                     |
| 2  | 29 novembre 1924  | St Helens, Swansea — Pays de Galles              | Galles – Nouvelle-Zélande | 0 – 19  | Test match                     |
| 3  | 21 décembre 1935  | Arms Park, Cardiff — Pays de Galles              | Galles – Nouvelle-Zélande | 13 – 12 | Test match                     |
| 4  | 19 décembre 1953  | Arms Park, Cardiff — Pays de Galles              | Galles – Nouvelle-Zélande | 13 – 8  | Test match                     |
| 5  | 21 décembre 1963  | Arms Park, Cardiff — Pays de Galles              | Galles – Nouvelle-Zélande | 0 – 6   | Test match                     |
| 6  | 11 novembre 1967  | Arms Park, Cardiff — Pays de Galles              | Galles – Nouvelle-Zélande | 6 – 13  | Test match                     |
| 7  | 31 mai 1969       | Jade Stadium, Christchurch — Nouvelle-Zélande    | Nouvelle-Zélande – Galles | 19 – 0  | Test match                     |
| 8  | 14 juin 1969      | Eden Park, Auckland — Nouvelle-Zélande           | Nouvelle-Zélande – Galles | 33 – 12 | Test match                     |
| 9  | 2 décembre 1972   | Arms Park, Cardiff — Pays de Galles              | Galles – Nouvelle-Zélande | 16 – 19 | Test match                     |
| 10 | 11 novembre 1978  | Arms Park, Cardiff — Pays de Galles              | Galles – Nouvelle-Zélande | 12 – 13 | Test match                     |
| 11 | 1er novembre 1980 | Arms Park, Cardiff — Pays de Galles              | Galles – Nouvelle-Zélande | 3 – 23  | Test match                     |
| 12 | 14 juin 1987      | Ballymore Stadium, Brisbane — Australie          | Nouvelle-Zélande – Galles | 49 – 6  | Coupe du monde (demi-finale)   |
| 13 | 28 mai 1988       | Jade Stadium, Christchurch — Nouvelle-Zélande    | Nouvelle-Zélande – Galles | 52 – 3  | Test match                     |
| 14 | 11 juin 1988      | Eden Park, Auckland — Nouvelle-Zélande           | Nouvelle-Zélande – Galles | 54 – 9  | Test match                     |
| 15 | 4 novembre 1989   | Arms Park, Cardiff — Pays de Galles              | Galles – Nouvelle-Zélande | 9 – 34  | Test match                     |
| 16 | 31 mai 1995       | Ellis Park, Johannesburg — Afrique du Sud        | Nouvelle-Zélande – Galles | 34 – 9  | Coupe du monde (poule C)       |
| 17 | 29 novembre 1997  | Stade de Twickenham, Londres — Angleterre        | Galles – Nouvelle-Zélande | 7 – 42  | Test match                     |
| 18 | 23 novembre 2002  | Millennium Stadium Cardiff — Pays de Galles      | Galles – Nouvelle-Zélande | 17 – 43 | Test match                     |
| 19 | 21 juin 2003      | Waikato Stadium, Hamilton — Nouvelle-Zélande     | Nouvelle-Zélande – Galles | 55 – 3  | Test match                     |
| 20 | 2 novembre 2003   | Telstra Stadium, Sydney — Australie              | Nouvelle-Zélande – Galles | 53 – 37 | Coupe du monde (poule D)       |
| 21 | 20 novembre 2004  | Millennium Stadium, Cardiff — Pays de Galles     | Galles – Nouvelle-Zélande | 25 – 26 | Test match                     |
| 22 | 5 novembre 2005   | Millennium Stadium, Cardiff — Pays de Galles     | Galles – Nouvelle-Zélande | 3 – 41  | Test match                     |
| 23 | 25 novembre 2006  | Millennium Stadium, Cardiff — Pays de Galles     | Galles – Nouvelle-Zélande | 10 – 45 | Test match                     |
| 24 | 22 novembre 2008  | Millennium Stadium, Cardiff — Pays de Galles     | Galles – Nouvelle-Zélande | 9 – 29  | Test match                     |
| 25 | 7 novembre 2009   | Millennium Stadium, Cardiff — Pays de Galles     | Galles – Nouvelle-Zélande | 12 – 19 | Test match                     |
| 26 | 19 juin 2010      | Forsyth Barr Stadium, Dunedin — Nouvelle-Zélande | Nouvelle-Zélande – Galles | 42 – 9  | Test match                     |
| 27 | 26 juin 2010      | Waikato Stadium, Hamilton — Nouvelle-Zélande     | Nouvelle-Zélande – Galles | 29 – 10 | Test match                     |
| 28 | 27 novembre 2010  | Millennium Stadium, Cardiff — Pays de Galles     | Galles – Nouvelle-Zélande | 25 – 37 | Test match                     |
| 29 | 24 novembre 2012  | Millennium Stadium, Cardiff — Pays de Galles     | Galles – Nouvelle-Zélande | 10 – 33 | Test match                     |
| 30 | 22 novembre 2014  | Millennium Stadium, Cardiff — Pays de Galles     | Galles – Nouvelle-Zélande | 16 – 34 | Test match                     |
| 31 | 11 juin 2016      | Eden Park, Auckland — Nouvelle-Zélande           | Nouvelle-Zélande – Galles | 39 – 21 | Test match                     |
| 32 | 18 juin 2016      | Westpac Stadium, Wellington — Nouvelle-Zélande   | Nouvelle-Zélande – Galles | 36 – 22 | Test match                     |
| 33 | 25 juin 2016      | Forsyth Barr Stadium, Dunedin — Nouvelle-Zélande | Nouvelle-Zélande – Galles | 46 – 6  | Test match                     |
| 34 | 25 novembre 2017  | Millennium Stadium, Cardiff — Pays de Galles     | Galles – Nouvelle-Zélande | 18 – 33 | Test match                     |
| 35 | 1 novembre 2019   | Stade Ajinomoto, Tokyo — Japon                   | Nouvelle-Zélande – Galles | 40 – 17 | Coupe du monde (petite finale) |
| 36 | 30 octobre 2021   | Millennium Stadium, Cardiff — Pays de Galles     | Galles – Nouvelle-Zélande | 16 – 54 | Test match                     |
| 37 | 5 novembre 2022   | Millennium Stadium, Cardiff — Pays de Galles     | Galles – Nouvelle-Zélande | 23 – 55 | Test match                     |

## Bilan
|                                   | Galles                         | Nouvelle-Zélande            |
| --------------------------------- | ------------------------------ | --------------------------- |
| Victoires                         | 3                              | 33                          |
| Nuls                              | 0                              | 0                           |
| Points                            | 335                            | 986                         |
| Essais                            | 31                             | 131                         |
| Meilleur réalisateur              | Stephen Jones (? pts)          | Dan Carter (150 pts)        |
| Meilleur réalisateur sur un match | Stephen Jones (20 pts en 2010) | Dan Carter (27 pts en 2010) |